# 宋論
《宋論》，明末清初大儒王夫之晚年撰，共十五卷，以代划分；是對宋代歷史的評論，包括了北宋、南宋。書中的觀點多不同於前人，敢於批評。
早年王夫之即有“陋宋”之说，其《黄书·宰制》言：“圣人坚揽定趾以救天地之祸，非大反孤秦、陋宋之为不得延。”王夫之根據讀《宋史》心得開始撰寫《宋論》，“以上下古今兴亡得失之故，制作轻重之原”，1691年《宋論》定稿，每卷別以帝王廟號分類，無標題。
一般學者皆以為宋朝文化璨然可觀。钱穆曾说：“宋学精神，厥有两端：一曰革新政令，二曰创通经义，而精神之所寄则在书院。革新政令，其事至荆公而止；创通经义，其业至晦庵而遂。而书院讲学，则其风至明末之东林而始竭。”陈寅恪亦指出：“华夏民族之文化歷数千载之演进，造极于赵宋之世”，而未来中国文化的发展必归于“宋代学术之复兴，或新宋学之建立”。王夫之則以為宋政之乱“自仁宗开之”，又说：“天章阁开之后，宋乱之始也。范公缜密之才，好善恶恶之量为之也。是以缜密多知之才，尤君子之所慎用也。”范仲淹等人的屡次上书，“以启上之佚志”，最终引发了庆历新政。庆历新政又开了以后熙宁变法、朝臣党争的先河。王夫之全盘否定宋儒的“上书陈利病”，尤其反对在上书中“以先王为口实”，即宋儒挂在嘴边的“复三代之治”。
王夫之认为，高宗时“天下之大势，十已去其八九”，但它仍能苟延百余年者，實有赖太祖立下的“不杀士大夫”的“家法”。但南宋末年，“史嵩之、贾似道起，尽毁祖宗之成法，理宗汶弱而莫能问，士心始离，民心始散。将帅擅兵，存亡自主，而上不与谋，然后望风瓦解。蒙古安驱以入，晏坐以抚，拾天下如一羽而无所疑。”南宋末年，刑罚酷烈，“腥闻于上天，亟剿其命，不得已授赤子于异类，而冀使息虐，亦惨矣哉！”

## 關聯項目
- 《讀通鑑論》